# Axel Merryl
 (juin 2025).
 (juin 2025).
Axel Merryl Sofonnou, plus connu sous le nom d'Axel Merryl, est un comédien et vidéaste artiste chanteur compositeur
béninois né le 1er juillet 1996. Il s'est fait connaître grâce à des vidéos comiques qu'il publie régulièrement sur le réseau social YouTube. Son humour est principalement marqué par son accent qui fait rire les internautes. Les vidéos du vidéaste béninois consistent principalement en des parodies des habitudes africaines et des blagues sur la gent féminine.
Actif sur YouTube depuis 2014, sa chaîne compte en décembre 2023 plus de 1,32 million d'abonnés.

## Biographie
Il commence sa carrière de YouTubeur à Dakar au Sénégal où il poursuit ses études en télécommunications en cycle de master à l’ESMT, aux côtés de Josué (Jojo Le Comédien), qui réside également à Dakar. La vidéo Si les films chinois étaient tournés en Afrique, sortie en juin 2015, leur permet d'acquérir une certaine notoriété sur la toile .
Présenté comme l'ambassadeur de l'humour au Bénin, le jeune comédien décide d’évoluer en solo. Il commence à publier des vidéos sur le réseau social Facebook . Quelques années après, il migre sur YouTube où il crée une chaîne pour la publication de ses vidéos. La popularité de sa chaîne va croître au fil du temps et lui permettre d'atteindre les cent mille abonnés en 2017.
Axel Merryl effectue également des vines. Dans ses vidéos, il s'exprime en français et en Fon (langue locale du Bénin) . Une combinaison qui lui permet de valoriser sa culture. Il s'inspire des acteurs tels que Michel Gohou de la Côte d’Ivoire et Jamel Debbouze le franco-marocain.
Axel Merryl s'intéresse également au monde musical, à travers des parodies de certains artistes et chansons, ou encore des analyses drôles sur les clashs. Il s’ouvre ainsi au monde et voit ses vidéos partagées par des rappeurs français comme Booba. Le comédien a d'ailleurs partagé une vidéo de lui en train de tirer le rappeur français Kaaris, à la suite de la sortie de l’un de ses albums. Ces vidéos ont été également partagées par plusieurs célébrités, notamment le producteur Nigérian Don Jazzy et le rappeur français Fababy. Le jeune humoriste a acquis un trophée décerné par YouTube.

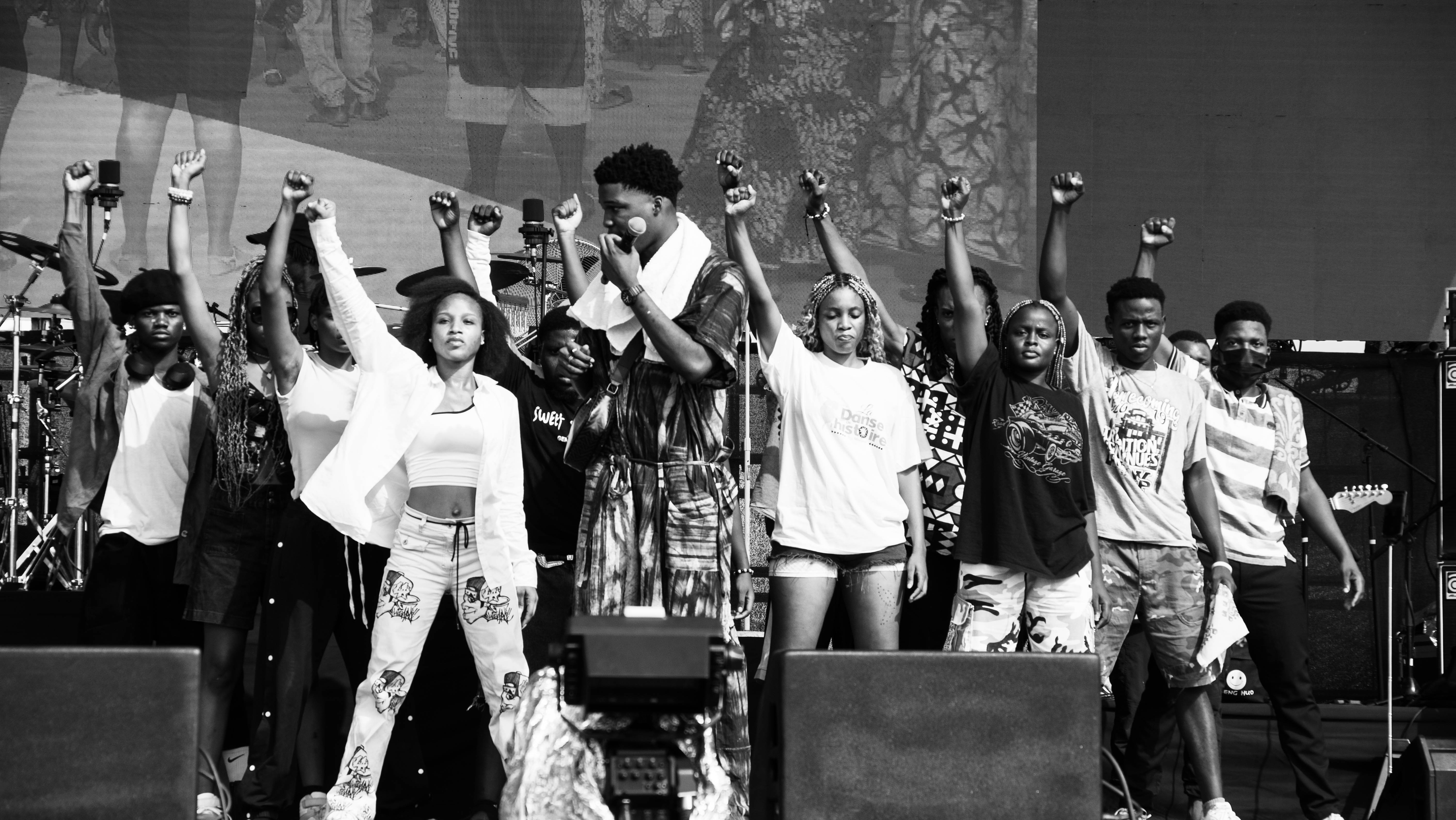
Axel Merryl au Vodoun Day

## Vidéos

### Collaborations
- 2015 : 
  - Si les films chinois étaient tournés en Afrique avec Jojo le comédien
  - Tu vas où ? avec Jojo le comédien
  - Vines and Gags avec Jojo le comédien
  - Ce n'est pas toutes les filles on drague avec Jojo le comédien
- 2016 : 
  - Axel Vs Josué Clash avec Jojo le comédien
  - Tu vas te calmer Avec X-time
  - Mannequin Challenge avec Nondroas Kpomaho (Jojo le Comédien)
- 2017 : 
  - Super Nany et Sa sœur avec Jojo le comédien et Kimia
  - La musique chez les camerounais avec Jojo le comédien
  - Les aventures de Axel Merryl avec MTN BENIN
- 2018 : 
  - Un rendez-vous à trois avec Abou Dia
  - J’ai eu mon Bac avec Dominick Le Carre & Jessica Endzo
  - Comment draguer une fille avec Dominick Le Carre & Awa
  - Kirikou n’est plus petit avec Jojo le comédien et Amr

### Spectacles
- 2015 : Gohou one man show
- 2017 : Dudu Show
- 2017 : Like and Share
- 2019 : Le Parlement du rire

### Parodies
- 2016 : Fanta, parodie du titre Panda de Desiigner
- 2016 : Gari, reprise de la chanson Cut It de O.T Genasis feat. Young Dolph
- 2017 : La distance, parodie de la chanson La Puissance de MHD
- 2018 : L’addition est salé, parodie de la chanson Salé de Niska
- 2018 : This is Africa, parodie de la chanson This is America de Childish Gambino
- 2018 : Jalouse, parodie de la chanson Jalouse de Dadju
- 2020 : Savon, parodie de la chanson Mercon de Suspect 95

### Singles
- 2016 : Tu vas te calmer, avec X-time
- 2018 : Kirikou n’est plus petit, avec Jojo le comédien et Amr
- 2019 : Michael Jackson
- 2022 : Ma première fois, avec Rijade
- 2023 : Kimi, avec Kimi Makosso
- 2023 : Embrasser la Mariée
- 2024 : Tu regrettes

### Albums
- 2024 : Température composée de 14 chansons a savoir :

1-Pas prêt
2-Maman Rita (feat. Naxo)
3-Zone (feat. Kim)
4-Tu reviendras
5-Beaucoup d’argent (feat. Adebayor)
6-Encore (feat. Emma’a)
7-Titulaire (feat. Mia Guisse & Bass Thioung)
8-Tchiza (feat. Gaz Mawete)
Cet album est une belle combinaison de rythmes et de collaborations artistiques. Si vous souhaitez écouter l’ensemble des chansons, je vous invite à découvrir l’album sur Deezer ou Apple Music.

## Récompenses
- 2019 : Prix YouTube
- 2023 : Prix Youtube (plus de 1 millions d'abonnés)